# Orthaea apophysata
Orthaea apophysata är en ljungväxtart som först beskrevs av August Heinrich Rudolf Grisebach, och fick sitt nu gällande namn av A.C. Smith. Orthaea apophysata ingår i släktet Orthaea och familjen ljungväxter. Inga underarter finns listade i Catalogue of Life.